# Legacy (računarstvo)
Legacy je izraz kojim se označuje zastarjelo sklopovlje i/ili softver kojeg se još uvijek koristi. Može označavati i staru metodu, tehnologiju, računalni sustav ili aplikaciju. Uglavnom ih se i dalje rabi zbog korisničkih potreba (iako su dostupne novije tehnologije) ili učinkovitijih metoda kojima se mogu izvršavati zadaće. Osim toga, naslijeđeni sustav može označavati procedure ili nazivlje koje više nije relevantno u tekućem kontekstu, a može skrivati ili stvarati zbrku ako se pokušava shvatiti metode ili tehnologije koje se koristi.
Izraz "legacy" (naslijeđe) ne mora biti u bliskoj svezi s veličinom ili starošću sustava – središnja računala rabe 64-bitni Linux i Javu pored starog koda iz 1960-ih.

## Usporedi
- selidba podataka
- naslijeđeni kod
- naslijeđeno kodiranje znakova
- legacy port
- softverska arheologija
- softverska krhkost
- sustav dimnjačne cijevi (stovepipe system)
- stovepiping
- brownfield arhitektura
- brownfield deployment
- failover
- softverska arheologija
- zakrpa
- nadogradnja

## Daljnja literatura
- Danny Budzinski: "Tips and Tricks for Legacy Hardware"  Arhivirana inačica izvorne stranice od 8. srpnja 2011. (Wayback Machine) Control Design Magazine, siječanj 2011.
- Stephanie Overby: "Failure of a relatively new crew scheduling system during Christmas"  Arhivirana inačica izvorne stranice od 17. svibnja 2008. (Wayback Machine) CIO Magazine, 1. svibnja 2005.
- Adam N. Rosenberg: "THE FAILURE OF THE DIGITAL COMPUTER"
- Bisbal, J., Lawless, D., Wu, B. & Grimson, J. (1999.). Legacy Information Systems: Issues and Directions. IEEE Software, 16, 103. – 111.
- Jim McGee. 10. studenoga 2005. Legacy Systems: Why History Matters. Enterprise Systems Journal
- "The Danger of Legacy Systems" by Steve R. Smith, 3. svibnja 2011.